# Утискивање
Утискивање је облик учења, повезан са инстинктивним понашањем специфичним за врсту, који се јавља само у одређеном, раном и критичном периоду живота и који је карактеристичан за неке животињске врсте. Појам утискивање објашњава зашто се неки видови понашања, рано стечени, касније веома тешко или уопште не мењају.